# Dalia (nome ebraico)
Dalia (in alfabeto ebraico: דַּלְיָה, traslitterato anche come Dalya) è un nome proprio di persona ebraico femminile.

## Varianti
- Femminili: דָּלִית (Dalit)[1]

## Origine e diffusione
Riprende il termine ebraico דָּלִיָּה (daliyyah), che significa "ramo pendente".
Va notato che questo nome è omografo con altri due, l'italiano Dalia e il lituano Dalia.

## Onomastico
Non ci sono sante con questo nome, che è quindi adespota. L'onomastico si può festeggiare il 1º novembre, giorno di Ognissanti.

## Persone

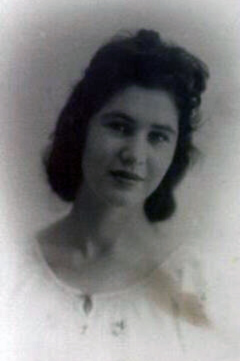
Dahlia Ravikovitch

- Dalia Itzik, politica israeliana

### Varianti
- Daliah Lavi, attrice e cantante israeliana
- Dahlia Ravikovitch, poetessa e attivista israeliana